# 困惑的浪漫
《困惑的浪漫》（德語：Nekromantik）是一部於1987年出品的西德恐怖電影。姦屍以及一些大膽的情節令它非常受爭議，更在好些國家被禁止放映。

## 劇情
一個晚上，某女人在馬路邊的草地上撒尿；女人拉起了內衣，尋回在停車場裡等她的丈夫，並駕車離開。在夜裡，這對情侶不幸地迷路，男人因为看地图避让不及出了车祸。接下來的一幕發生在白天，他們已橫屍街頭，該名男子失去眼球，但仍然在車內。而女子則被甩出車外，屍體被切成兩半。
在清洗機構工作的羅布（Rob Schmadtke）負責清理交通意外過後的爛攤子，這工作是他滿足姦屍癖好的絕佳機會。羅布回到家裡，一邊看電視一邊把玩著人體骸骨，而他的女友貝蒂則在血水中洗澡。他們的公寓裡有許多恐怖擺設，包括著名殺手的照片、保存在甲醛罐子裡的人骨模型等。
罗布看了一个精神病医生的电视采访，谈及蜘蛛恐惧症和克服的方法。罗布做起了白日梦，梦见一只小兔子在农场里被抓住并惨遭屠宰。随后是一具尸体的尸检现场。镜头转到一个人喝着啤酒，用步枪打鸟，却不小心杀死了附近的一个园丁。他赶紧去把尸体扔到别处去。
罗布去上班，发现了这具尸体。尸体被人发现腐烂在池塘里。在清理过程中，罗布偷偷地把尸体带回了家。他兴奋地回到家，把这份礼物送给妻子。他们马上切断了一根钢管，并在上面套上了安全套，这样贝蒂就可以和尸体“做爱”。镜头随后转到肉被烤焦的场景。
贝蒂和罗布看着他们挂在墙上的新“玩具”，边吃边聊。尸体下面的地上放着一个盘子，用以收集尸体中流出的液体。罗布第二天去上班，遇到了他的同事，他们抱怨罗布老是迟到，并且衣柜里的衣服臭气熏天。他的领班布鲁诺（哈拉尔德·伦特饰）向来就不喜欢他，在他们上楼去见老板的时候，罗布又被布鲁诺欺负。罗布当场就被解雇了。
在公寓里，贝蒂给尸体读爱情故事。她问尸体能不能感受到故事中的爱，然后坐到尸体脸上。罗布回来后，告诉贝蒂他被解雇了。贝蒂因他工作上的失败和逆来顺受的品性而破口大骂。贝蒂很快就离开了他，还带走了尸体。罗布怒火中烧，杀死了他们的猫，用它的血和内脏洗澡，把猫的尸体挂在浴缸上。然后他出去看恐怖电影。在被一个电影迷欺负之后，罗布垂头丧气地离开电影院，回到了他的公寓。
罗布本想吞药自杀。但他做了一个梦，梦中他身体轻微腐烂，从垃圾袋里出来，见到一位白衣女子，她给他一颗头颅，然后他们开始跳舞，把头颅抛来抛去，头颅突然又变成内脏，也被抛来抛去。他一醒，就离开公寓，找了个妓女。他们去到一个墓地，罗布希望那里的环境能够刺激他的性欲。但是他勃不起来。妓女因之嘲笑他，于是罗布勒死了她，然后和她的尸体做爱。他醒来后，发现一个老园丁站在身边，他吓了一跳。罗布抄起园丁的铲子，砍下他的头，逃跑了。
电影以罗布可怕的自杀场景收尾，他一边射精一边用刀刺自己。同时，影片又把小兔子被屠杀的镜头倒过来放了一遍。影片最后，一个女人来挖罗布的坟墓。镜头中只可见到她的脚，穿着黑色丝袜和高跟鞋。

## 演员
- 琼格·布特格雷特（德语：Jörg Buttgereit） 饰 乔街道清洁机构员工
- 达克塔里·洛伦茨 饰 罗伯特·施马特克
- 比阿特丽斯·马瑙斯基 饰 贝蒂
- 弗朗茨·罗登基兴
- 哈拉尔德·伦特 饰 布鲁诺
- 曼弗雷德·O·叶林斯基
- 科洛塞奥·舒尔岑多夫 饰 乔
- 恩里·伯克 饰 乔街道清洁机构员工
- 克莱门斯·施文德 饰 乔街道清洁机构员工
- 苏察·科尔施泰特 饰 薇拉

## 外部連結
- 互联网电影数据库（IMDb）上《困惑的浪漫》的资料（英文）
- 爛番茄上《困惑的浪漫》的資料（英文）